# トレマドキアン
| 累代        | 代     | 紀           | 基底年代 Mya |
| ----------- | ------ | ------------ | ------------ |
| 顕生代      | 新生代 | 第四紀       | 2.58         |
| 顕生代      | 新生代 | 新第三紀     | 23.03        |
| 顕生代      | 新生代 | 古第三紀     | 66           |
| 顕生代      | 中生代 | 白亜紀       | 145          |
| 顕生代      | 中生代 | ジュラ紀     | 201.3        |
| 顕生代      | 中生代 | 三畳紀       | 251.902      |
| 顕生代      | 古生代 | ペルム紀     | 298.9        |
| 顕生代      | 古生代 | 石炭紀       | 358.9        |
| 顕生代      | 古生代 | デボン紀     | 419.2        |
| 顕生代      | 古生代 | シルル紀     | 443.8        |
| 顕生代      | 古生代 | オルドビス紀 | 485.4        |
| 顕生代      | 古生代 | カンブリア紀 | 541          |
| 原生代      | 原生代 | 原生代       | 2500         |
| 太古代      | 太古代 | 太古代       | 4000         |
| 冥王代      | 冥王代 | 冥王代       | 4600         |
| 1. 2. 3. 4. |        |              |              |

トレマドキアン（英: Tremadocian）は、国際層序委員会によって定められた地質学用語である、地質時代名の一つ。4億8540万年前（誤差190万年）から4億7770万年前（誤差140万年）にあたる、前期オルドビス紀を二分した前期、すなわちオルドビス紀の最初の期である。前の期はカンブリア紀の最後の期である第十期、次の期は前期オルドビス紀後期にあたるフロイアン。日本語ではトレマドッグ期とも呼ばれる。
トレマドキアン階の基底はカナダのニューファンドランド島の国際標準模式層断面及び地点(GSSP)のセクションでコノドントの種イアペトグナトゥス・フルクティヴァグスの初出現として定義されている。

## GSSP
トレマドキアン期の始まりのGSSPはニューファンドランド島西部のグロス・モーン国立公園のグリーンポイントセクション(北緯49度40分58秒 西経57度57分55秒 / 北緯49.6829度 西経57.9653度) であり、コノドントの種イアペトグナトゥス・フルクティヴァグスの初出現として定義されている。この層準は部層23のグリーンポイントセクションから101.8メートル上で観察される。境界はカウ・ヘッド層群のグリーン・ポイント累層のブルーム・ポイント部層に存在する。最初のプランクトン様のフデイシは、グリーンポイントセクションでのイアペトグナトゥス・フルクティヴァグスの初出現の4.8メートル上方の地点で出現する。
トレマドキアンの終わりはフロイアンの始まりであり、スウェーデンのヴェステルイェートランド地方のDiabasbrottet採石場に位置するGSSPでフデイシテトラグラプトゥス・アプロクシマトゥスとして定義される。

## 生物
プランクトン様のフデイシは重要な示準化石であり、トレマドキアンの間に姿を現わした。
カンブリア紀第十期 - トレマドキアン境界ではカンブリア紀末の大量絶滅が起きた。これは数多くの腕足動物やコノドントに絶滅をもたらし、三葉虫の種も激減した。生物多様性はトレマドキアン期の間に徐々に回復し、オルドビス紀の間に進化放散を遂げた全生物の属数は最終的に3倍に膨れ上がった。この生物の飛躍的な多様化は生物大放散事変(GOBE)と呼ばれる。この原因としては、カンブリア紀-オルドビス紀ストロンチウム終息事変で示されている、藻類の上陸による陸地の風化・侵食パターンの変化が提唱されている。陸地に由来する栄養塩類の量や種類が変化して、生産者をはじめとする食物網が再構築され、懸濁物食者や濾過食者が代表的な古生代型動物群が繁栄を始めた可能性が高い。
トレマドキアン期には、中期以降のカンブリア紀でよく見られた微生物優先型から、骨格生物優先型に移行した、新しいタイプの生物礁の形成も始まった。オルドビス紀最初期のストロマトライトによる礁はカンブリア紀の微生物礁の名残とも言える。中国南部の三峡地域に分布する中部トレマドキアン階の分郷層と上部トレマドキアン階の紅花園層からは、海綿動物-ストロマトライト・海綿動物-微生物・海綿動物-外肛動物・外肛動物-有柄類礁といった、世界最古のものも含む4タイプの礁が確認されている。なお、中期トレマドキアンの貴州省桐梓県や安徽省東至県にはストロマトライト礁のみが発達し、骨格生物に富む生物礁は三峡地域に限られていた。後期トレマドキアンから前期フロイアンにかけて外肛動物や海綿動物などが東至・桐梓地域に進出し、三峡・桐梓地域ではストロマトライト礁が衰退することとなった。なお、紅花園層の上位に存在する大湾層では礁の形成は確認されていない。
タイ王国のタルタオ島からは化石帯が3つ報告されている。

## 海洋と気候
前期オルドビス紀は一般に海進期であった。気候はオルドビス紀を通じて徐々に寒冷化することとなる。